# Erna Flegel
Erna Flegel (Kiel, 11 luglio 1911 – Mölln, 16 febbraio 2006) è stata un'infermiera tedesca.
Dal gennaio 1943 fino al termine della seconda guerra mondiale, servì come infermiera nell'entourage di Adolf Hitler, in particolare durante le fasi finali della battaglia di Berlino. Fu una delle poche persone a rimanere nel Führerbunker dopo il suicidio del Führer e fino all'arrivo delle truppe dell'Armata Rossa.

## Biografia
All'inizio della propria carriera lavorò per uno dei medici di Hitler, il dottor Werner Haase, presso l'ospedale dell'Università di Humboldt, prima di trasferirsi alla Croce Rossa all'interno della Cancelleria del Reich, dove rimase fine al termine del conflitto.
Durante le ultime fasi della guerra, nel Führerbunker strinse amicizia con Magda Goebbels, accudendo molto spesso i suoi figli fino alla morte.
Dopo la cattura della capitale tedesca da parte dei sovietici, venne fatta prigioniera, e in seguito interrogata dagli statunitensi, vivendo nel completo anonimato fino al 1977, quando i documenti del suo interrogatorio vennero declassificati. In seguito a questo fatto i media la rintracciarono per avere una testimonianza diretta delle ultime fasi di vita di Hitler e del Terzo Reich.

## Nella cultura di massa
- Nel film del 2004 La caduta - Gli ultimi giorni di Hitler (Der Untergang), Erna Flegel è stata interpretata dall'attrice Elizaveta Bojarskaja.